# Dahlberg
Dahlberg este o arie protejată (arie specială de conservare — SAC, sit de importanță comunitară — SCI) din Germania întinsă pe o suprafață de 8,84 ha, integral pe uscat.

## Localizare
Centrul sitului Dahlberg este situat la coordonatele 51°30′17″N 8°54′22″E / 51.5047°N 8.9061°E.

## Înființare
Situl Dahlberg a fost declarat sit de importanță comunitară în martie 2001 pentru a proteja un număr necunoscut de specii din flora spontană și fauna sălbatică aflate în arealul zonei. Situl a fost protejat și ca arie specială de conservare în mai 2008.

## Biodiversitate
Situată în ecoregiunea continentală, aria protejată conține 1 habitat natural: Pajiști uscate seminaturale și facies de acoperire cu tufișuri pe substraturi calcaroase (Festuco-Brometalia) (* situri importante pentru orhidee).
La baza desemnării sitului se află un număr nedeclarat de specii protejate.
Pe lângă speciile protejate, pe teritoriul sitului au mai fost identificate 62 de specii de plante, 1 specie de mamifere, 9 specii de nevertebrate, 1 specie de reptile.